# 六翅木

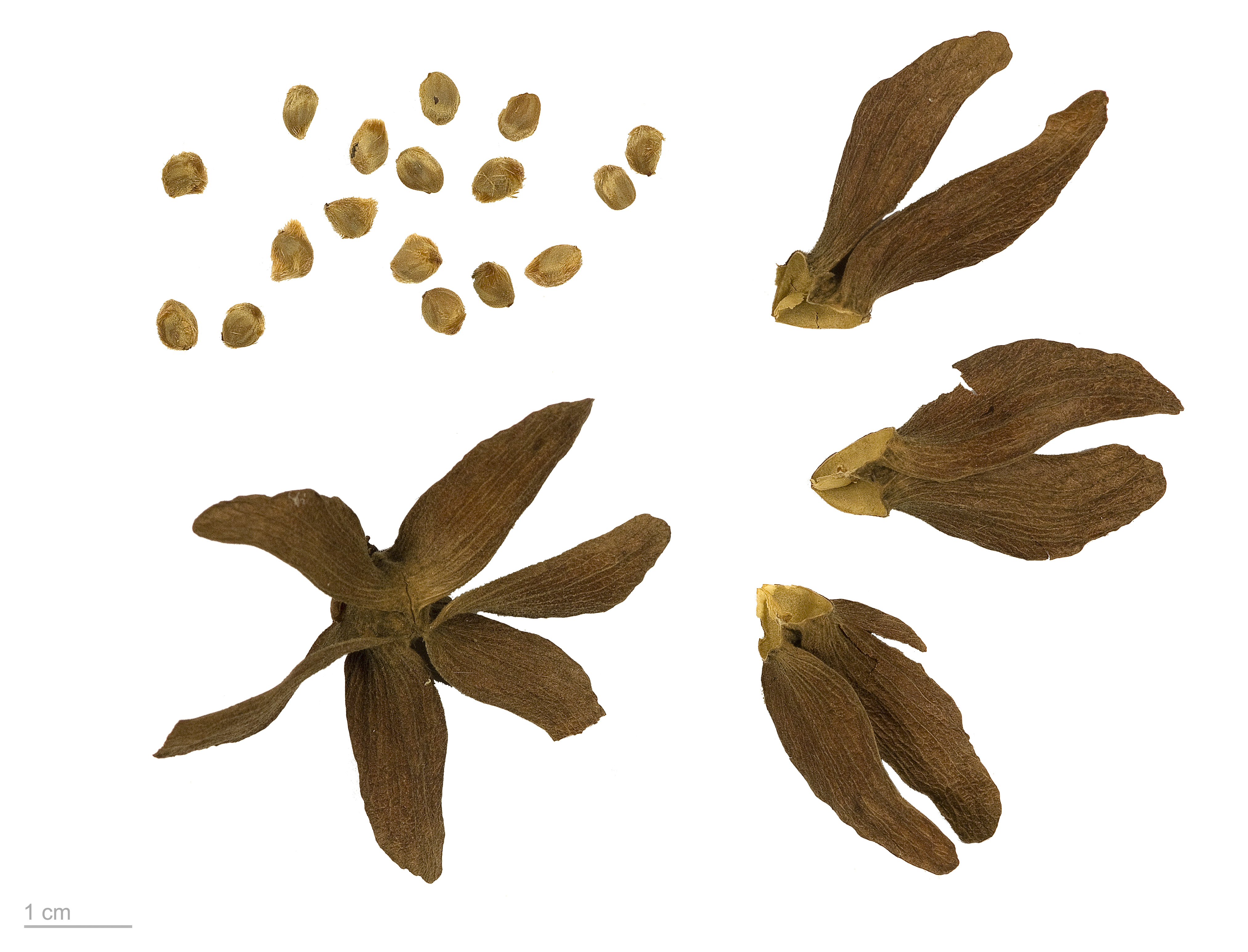
Berrya cordifolia

六翅木（学名：Berrya cordifolia）为椴树科六翅木属下的一个种。